# لودینگتون (میشیگان)
لودینگتون، میشیگان (به انگلیسی: Ludington, Michigan) یک شهر در ایالات متحده آمریکا با جمعیت ۸٬۰۷۶ نفر است که در میشیگان واقع شده‌است.

## موقعیت جغرافیایی
موقعیت جغرافیایی شهرها و مناطق اطراف به شرح زیر است:

## نگارخانه

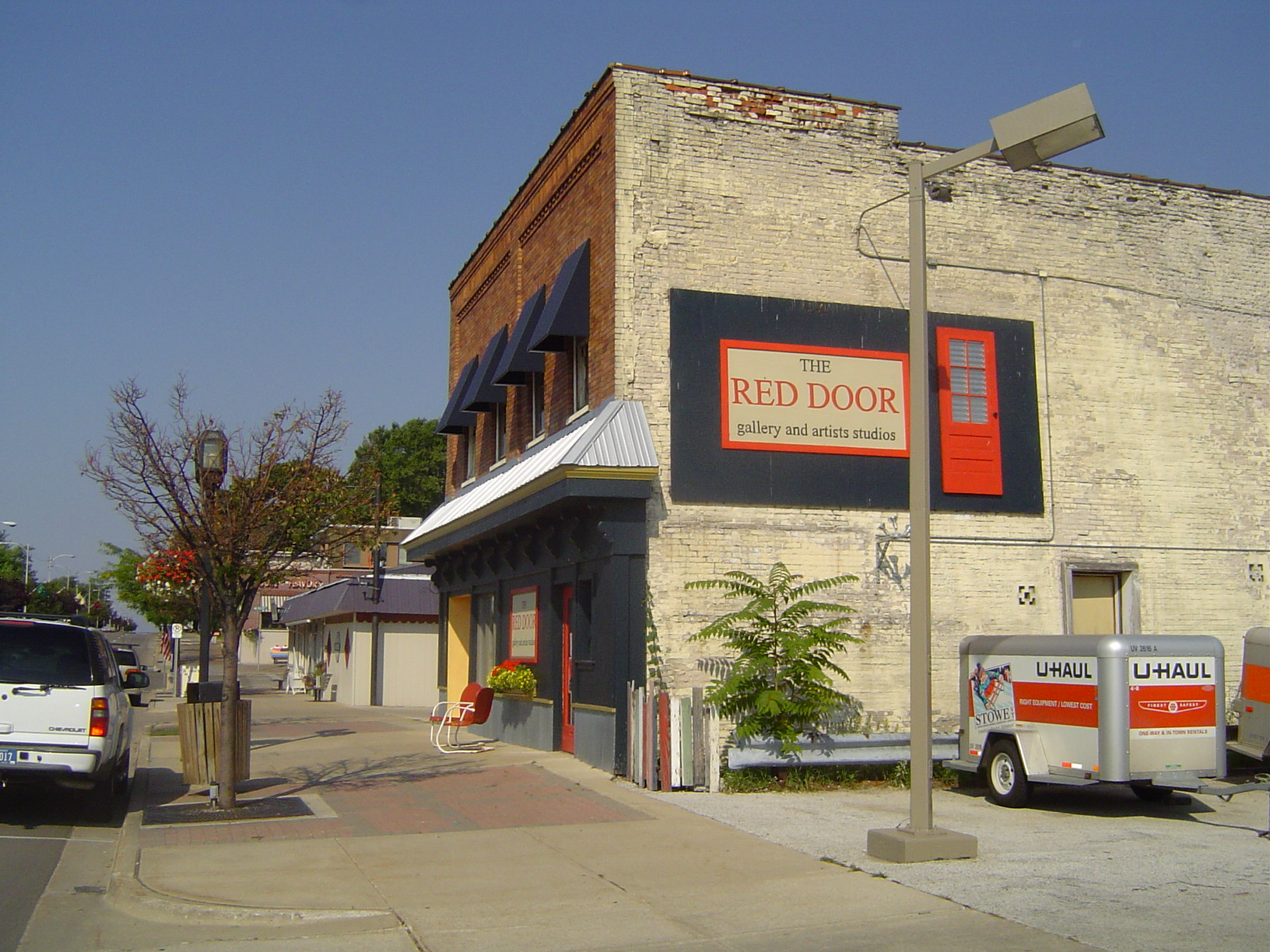
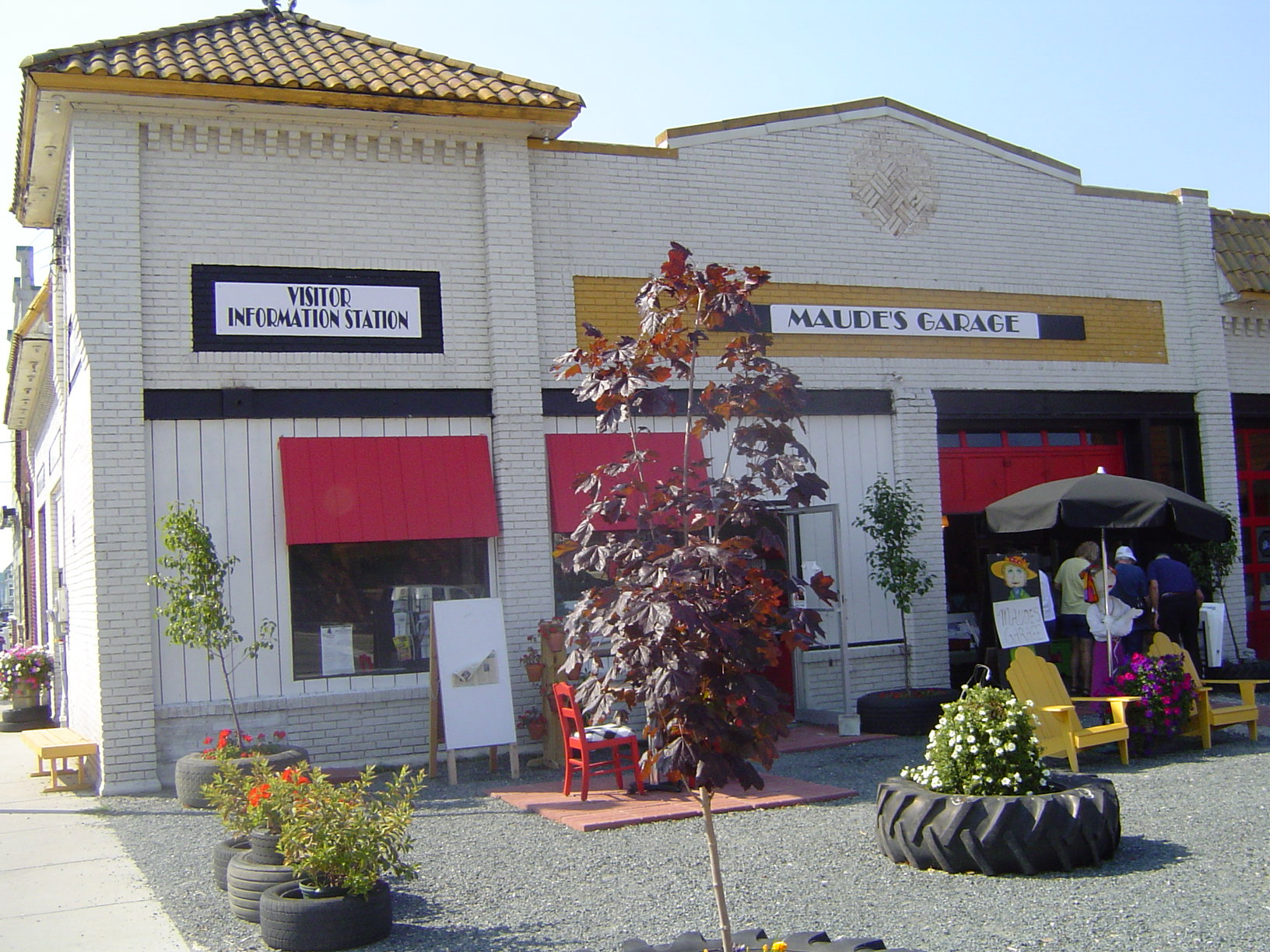
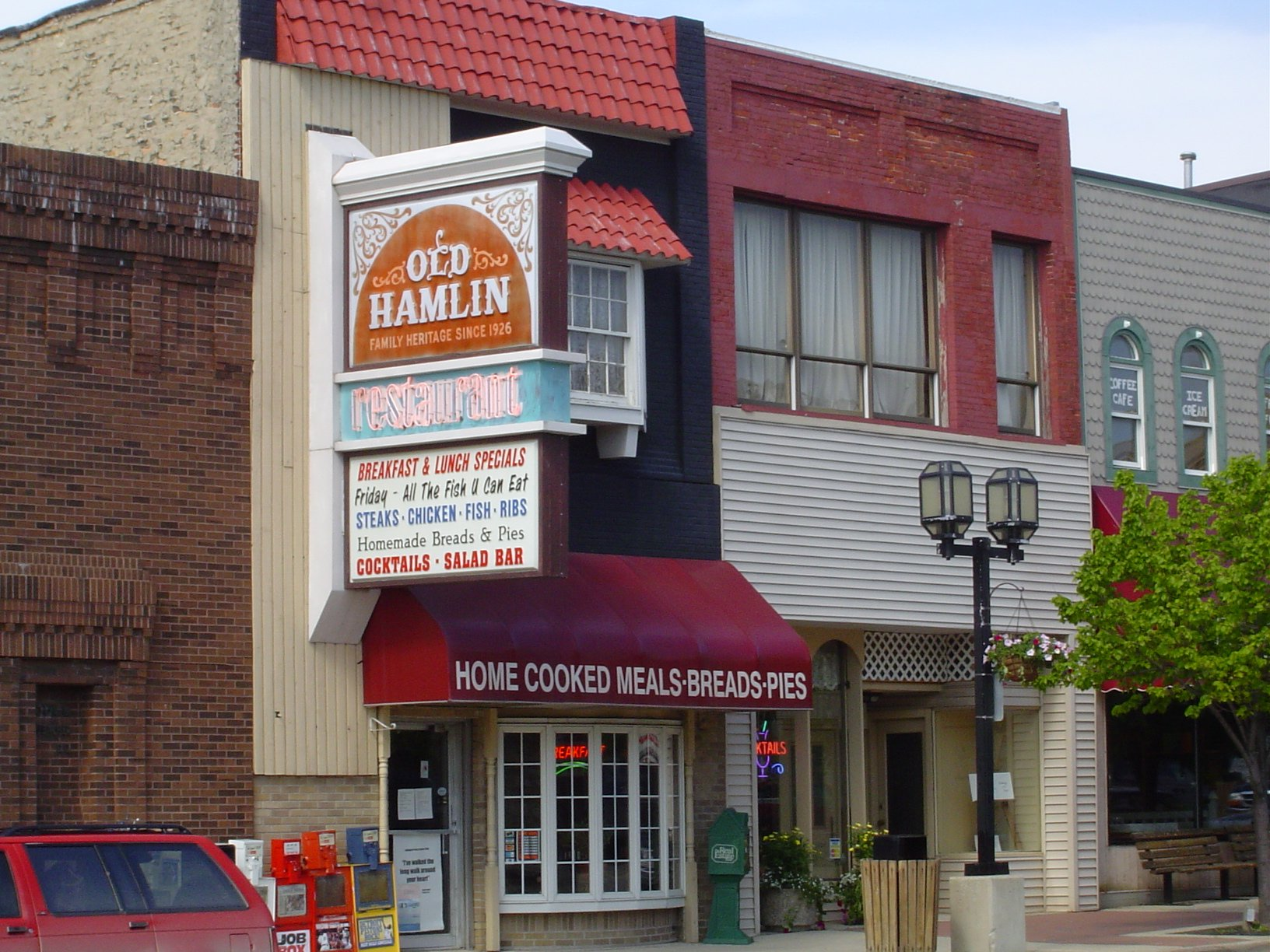
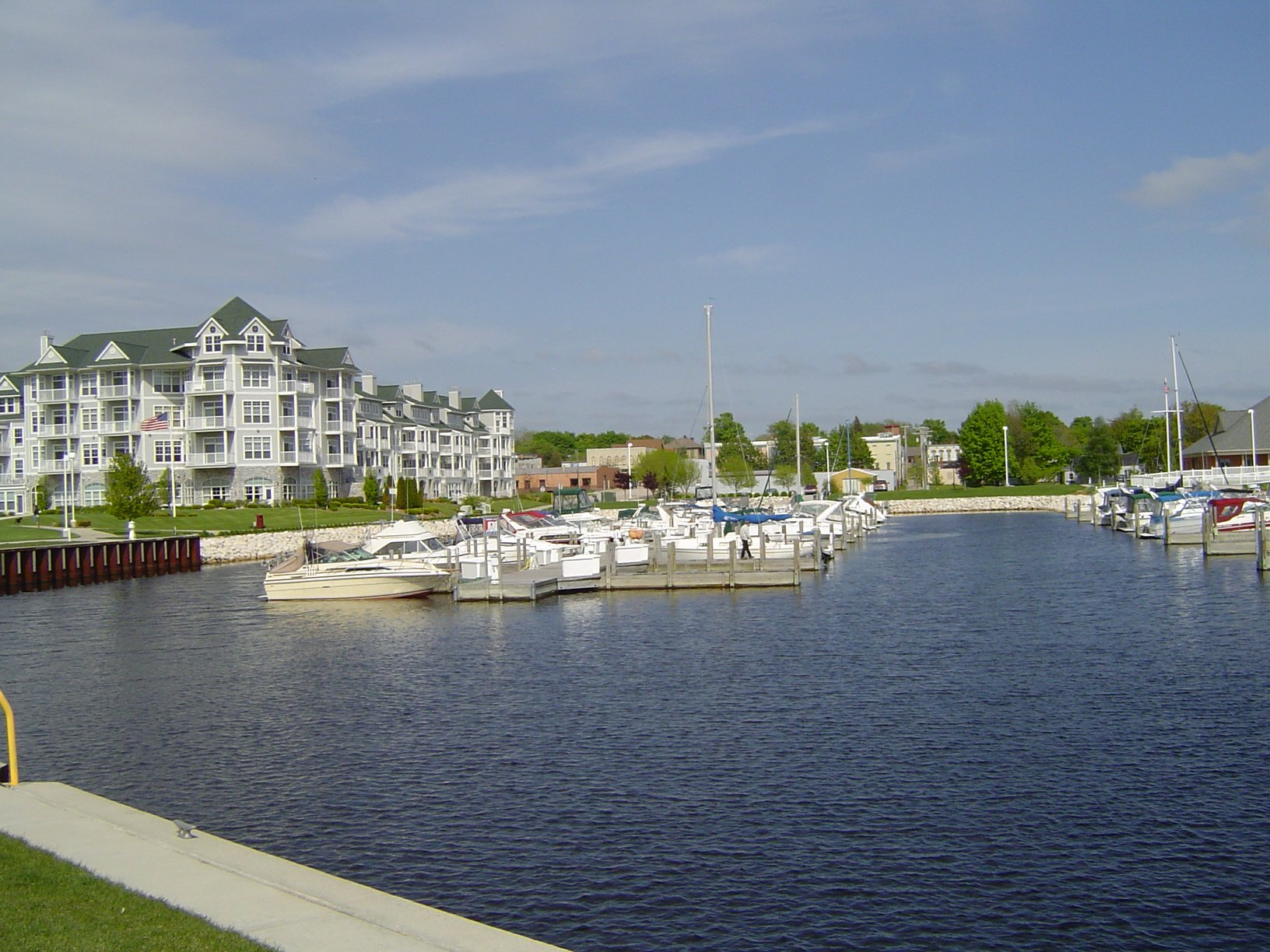
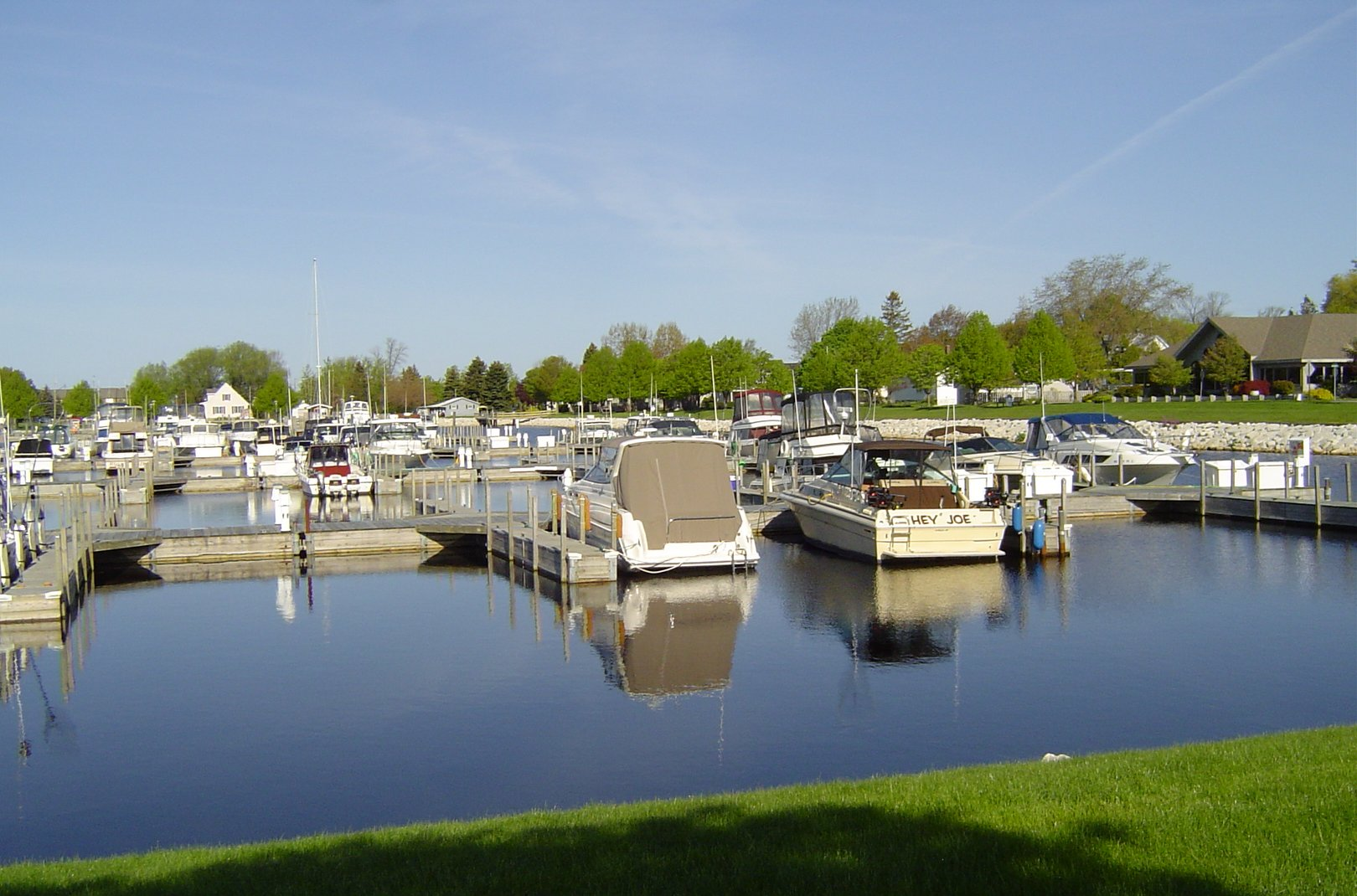
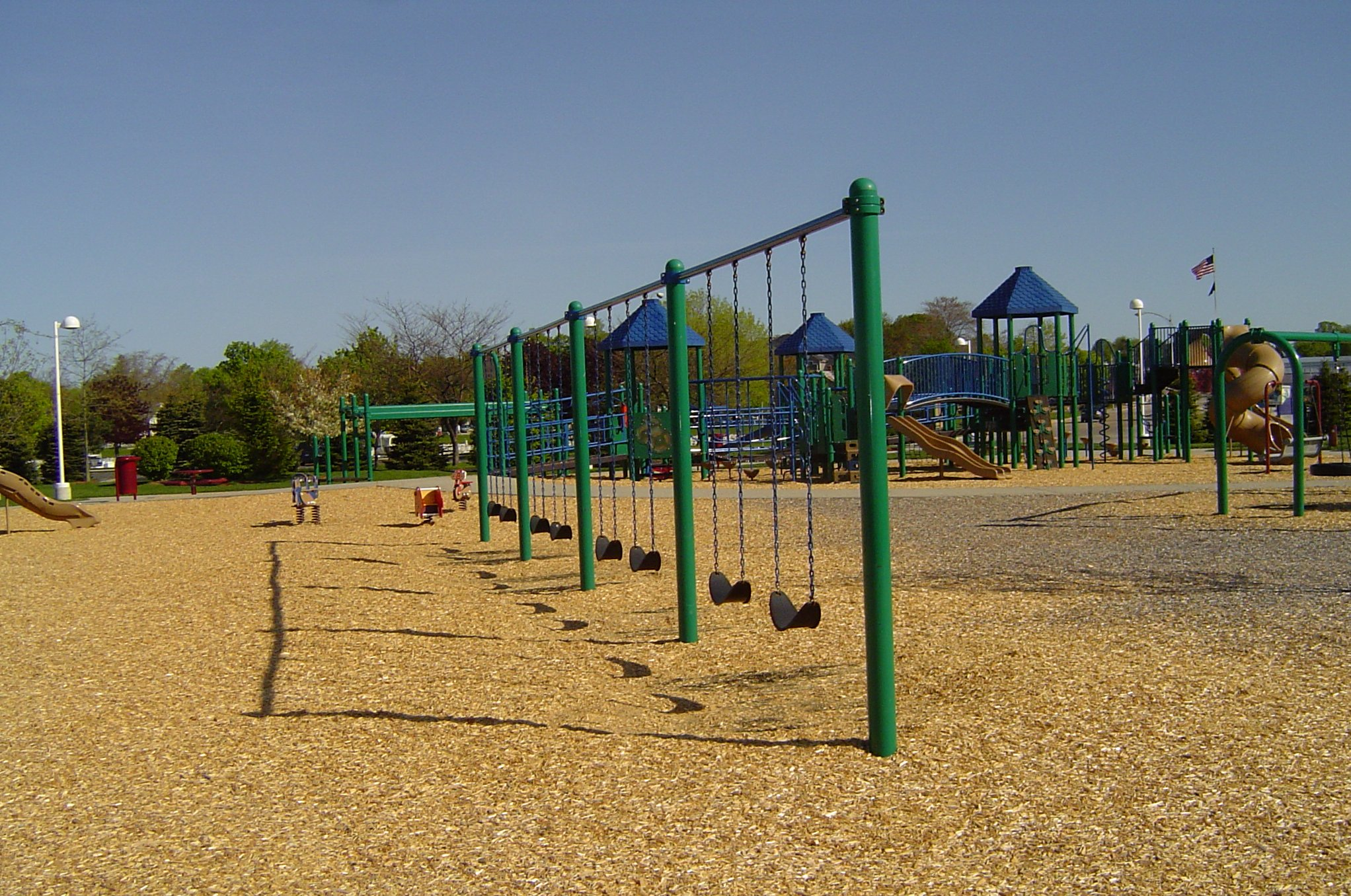
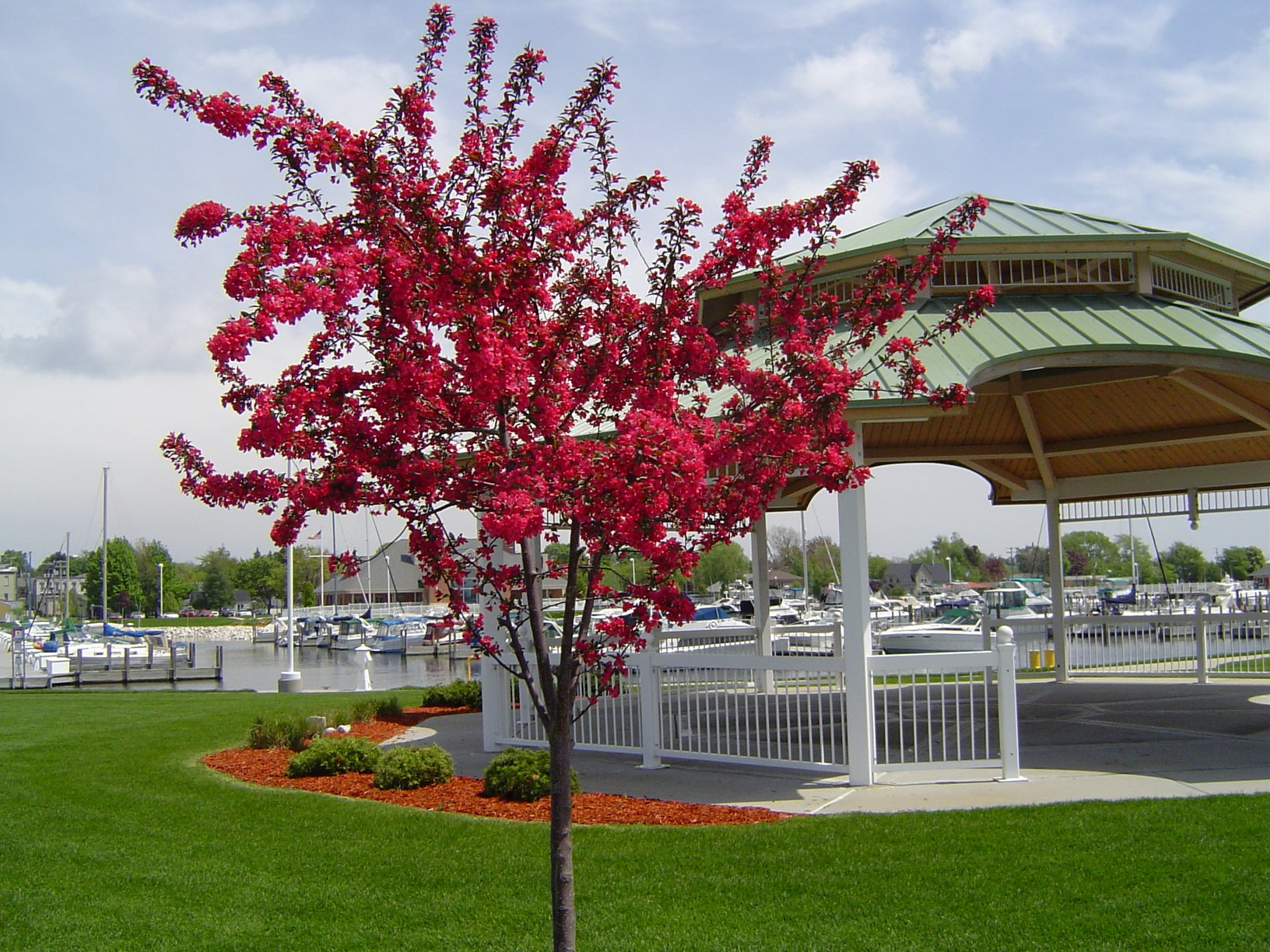
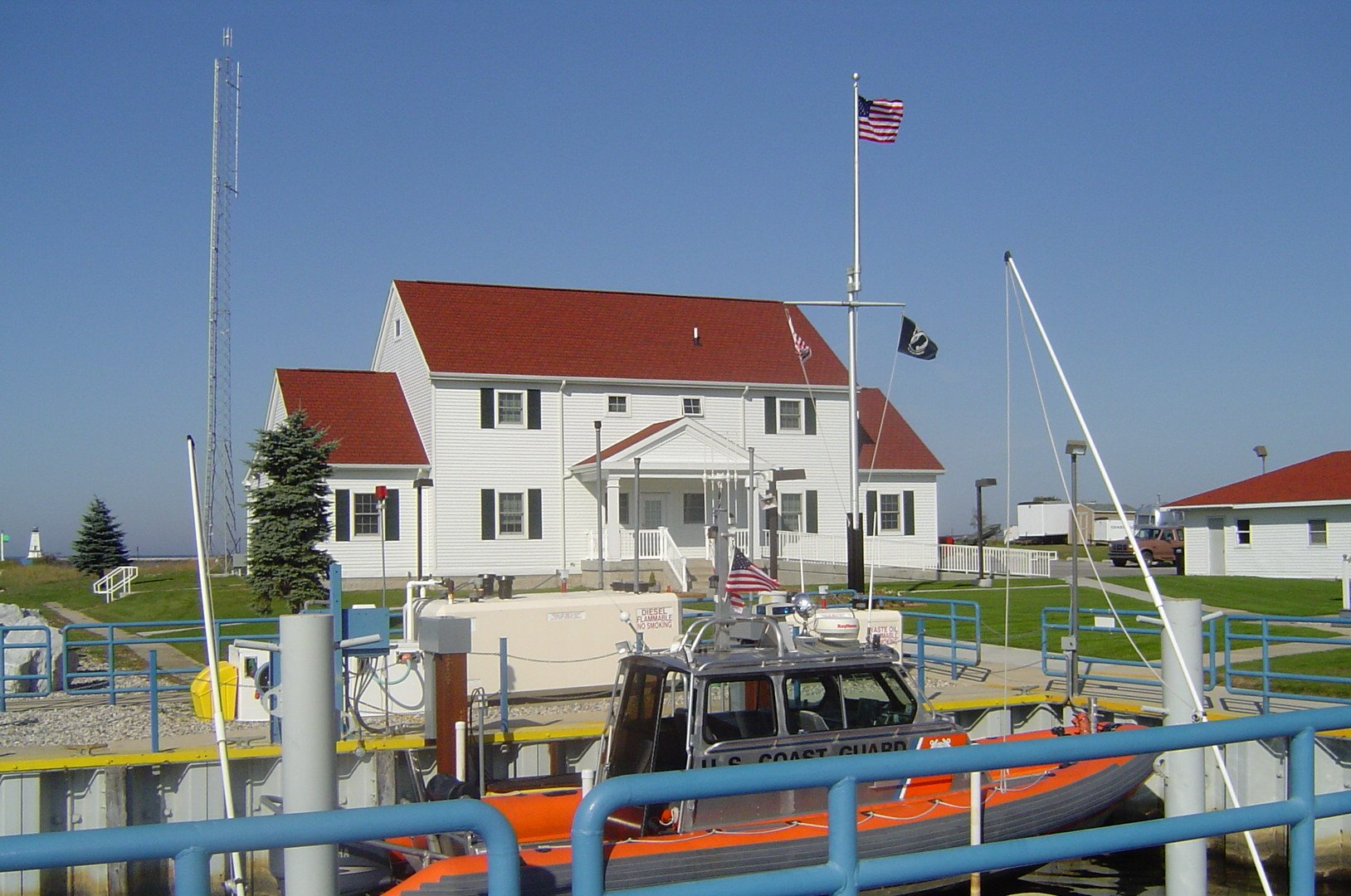
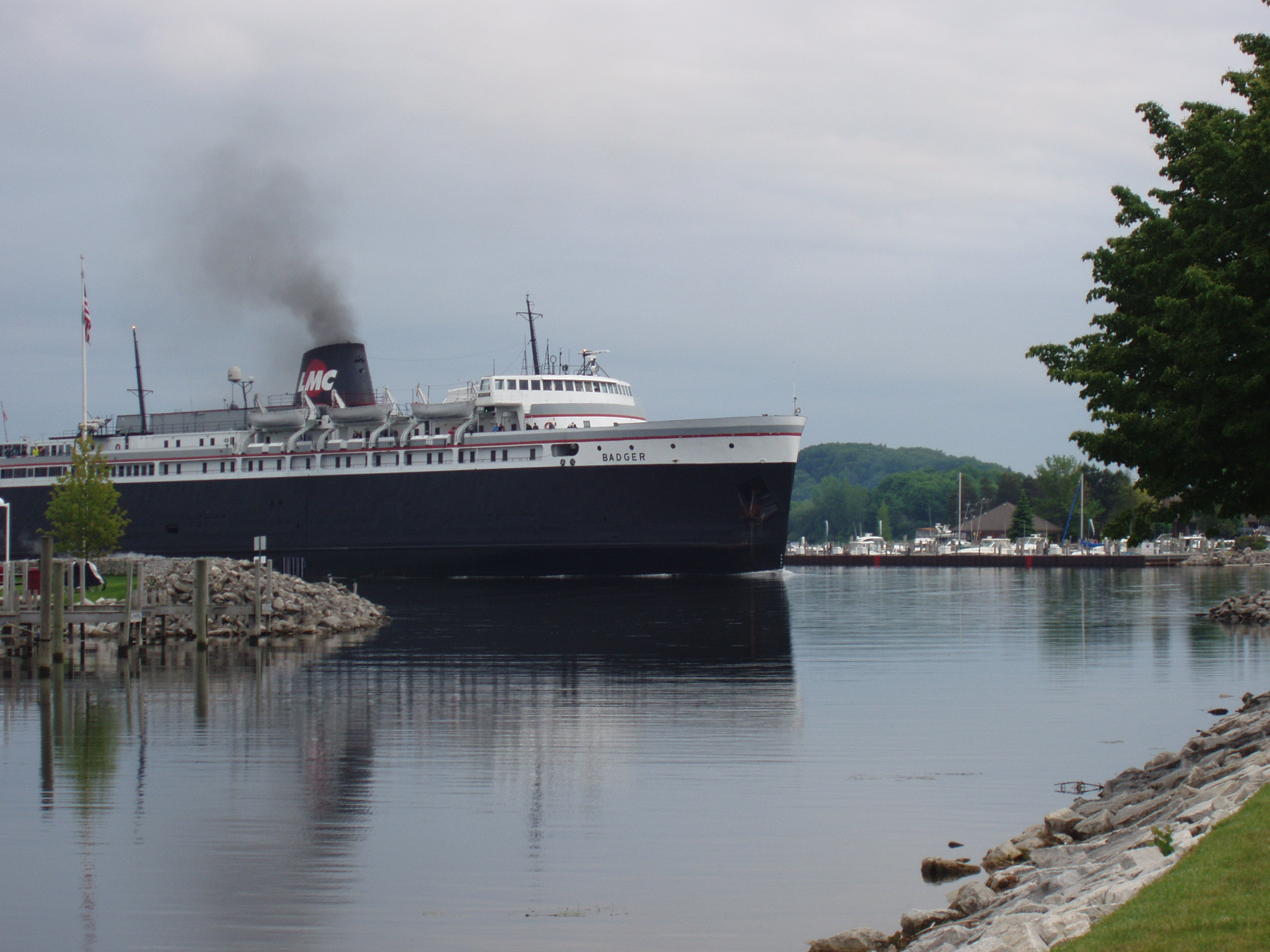